# Snoop Dogg Presents Tha Eastsidaz
Tha Eastsidaz – debiutancki album amerykańskiego zespołu hip-hopowego Tha Eastsidaz. Został wydany 1 lutego, 2000 roku nakładem wytwórni Dogghouse Records i TVT Records.

## Lista utworów
| Nr | Tytuł                                   | Producent                 | Gościnnie                  | Czas |
| -- | --------------------------------------- | ------------------------- | -------------------------- | ---- |
| 01 | "Intro to Indo"                         |                           | Dr. Dre                    | 0:24 |
| 02 | "Now We Lay 'em Down"                   | Meech Wells               |                            | 4:42 |
| 03 | "Tha Eastsidaz"                         | Meech Wells & Def Jef     |                            | 2:57 |
| 04 | "Dogghouse"                             | Goldie Loc                | Tha Locs, Rappin' 4-Tay    | 4:23 |
| 05 | "Give It 2 'em Dogg"                    | Goldie Loc & Bugsy Seigal | Bugsy Seigal               | 3:29 |
| 06 | "Got Beef"                              | L. T. Hutton              | Jayo Felony, Sylk-E. Fyne  | 4:11 |
| 07 | "Real Talk"                             |                           |                            | 0:18 |
| 08 | "Balls of Steel"                        | DJ Battlecat              |                            | 3:11 |
| 09 | "Nigga 4 Life"                          | Blaqthoven                | Bad Azz                    | 4:10 |
| 10 | "G'd Up"                                | DJ Battlecat              | Butch Cassidy              | 4:33 |
| 11 | "Another Day"                           | Jelly Roll                | Butch Cassidy              | 4:15 |
| 12 | "Tha Mac Ten Commandments"              |                           |                            | 0:46 |
| 13 | "Ghetto"                                | DJ Battlecat              | Kokane, Kam, Nate Dogg     | 4:39 |
| 14 | "Big Bang Theory"                       | Warren G                  | Xzibit, Kurupt, CPO, Pinky | 4:28 |
| 15 | "Be Thankful"                           | DJ Battlecat              | Kam, Pretty Tony, Warren G | 3:42 |
| 16 | "How You Livin'"                        | DJ Battlecat              | Butch Cassidy              | 2:38 |
| 17 | "Take It Back to '85"                   | Soopafly                  | Kurupt, Butch Cassidy      | 4:22 |
| 18 | "Tha G in Deee"                         | Meech Wells               |                            | 3:18 |
| 19 | "Tha Mac Bible: Chapter 2:11 Verse 187" |                           |                            | 1:02 |
| 20 | "Pussy Sells"                           | L. T. Hutton              | Suga Free                  | 4:15 |
| 21 | "LBC Thang"                             | DJ Battlecat              | Butch Cassidy              | 3:22 |
| 22 | "Life Goes On"                          | Meech Wells               | Kokane                     | 3:34 |